# Sabat Islambouli
Sabat M. Islambouli (1867 – 1941) byla jednou z prvních kurdských lékařek v Sýrii. Narodila se v kurdské židovské rodině. Její jméno je uváděno v několika variácích podle výslovnosti jako Sabat Islambooly, Tabat Islambouly, Tabat Istanbuli, Thabat Islambooly a další.

## Životopis
Islambouli studovala na Ženské lékařské fakultě v Pensylvánii ve Spojených státech. Titul z medicíny získala v roce 1890.
Po dokončení studií se pravděpodobně vrátila zpět do Damašku a v roce 1919 do Káhiry, jak je uvedeno v seznamu absolventek fakulty. Poté s ní fakulta ztratila kontakt a o jejím dalším životě, poté, co opustila Spojené státy, není mnoho známo. Zemřela v roce 1941.